# Chmeľnica
Chmeľnica é um município da Eslováquia, situado no distrito de Stará Ľubovňa, na região de Prešov. Tem 12,64 km² de área e sua população em 2018 foi estimada em 1.010 habitantes.

## Demografia
| Ano:        | 1994 | 2004   | 2014   | 2024   |
| ----------- | ---- | ------ | ------ | ------ |
| Broj ljudi: | 905  | 918    | 977    | 1009   |
| Razlika:    |      | +1,43% | +6,42% | +3,27% |

| Ano:               | 2023 | 2024   |
| ------------------ | ---- | ------ |
| Número de pessoas: | 992  | 1009   |
| Diferença:         |      | +1,71% |